# Distrikt San Jerónimo (Andahuaylas)
Der Distrikt San Jerónimo liegt in der Provinz Andahuaylas der Region Apurímac in Südzentral-Peru. Der Distrikt wurde am 21. Juni 1825 gegründet. Er hat eine Fläche von 237,42 km². Beim Zensus 2017 lebten 20.738 Einwohner im Distrikt. Im Jahr 1993 lag die Einwohnerzahl bei 13.147, im Jahr 2007 bei 20.357. Die Distriktverwaltung befindet sich in der Stadt San Jerónimo mit 11.829 Einwohnern (Stand 2017).

## Geographische Lage
Der Distrikt San Jerónimo liegt im Andenhochland im zentralen Nordosten der Provinz Andahuaylas. Der Fluss Río Chumbao, ein rechter Nebenfluss des Río Pampas, durchfließt den Distrikt in nordwestlicher Richtung. Die 2944 m hoch gelegene Stadt San Jerónimo befindet sich im Nordwesten des Distrikts und bildet einen östlichen Vorort der knapp 3 km weiter westlich gelegenen Provinzhauptstadt Andahuaylas.
Der Distrikt San Jerónimo grenzt im Nordwesten an den Distrikt Andahuaylas, im Norden an den Distrikt Pacucha, im Osten an den Distrikt Kishuara, im Süden an die Distrikte Tintay, San Juan de Chacña und Lucre (alle drei in der Provinz Aymaraes) sowie im Südwesten an den Distrikt José María Arguedas.